# Baltoro Kangri
Der Baltoro Kangri (Hauptgipfel Baltoro Kangri III) ist ein 7312 m (nach anderen Angaben 7265 m) hoher Berg im Karakorum in der autonomen Region Gilgit-Baltistan in Pakistan.

## Lage

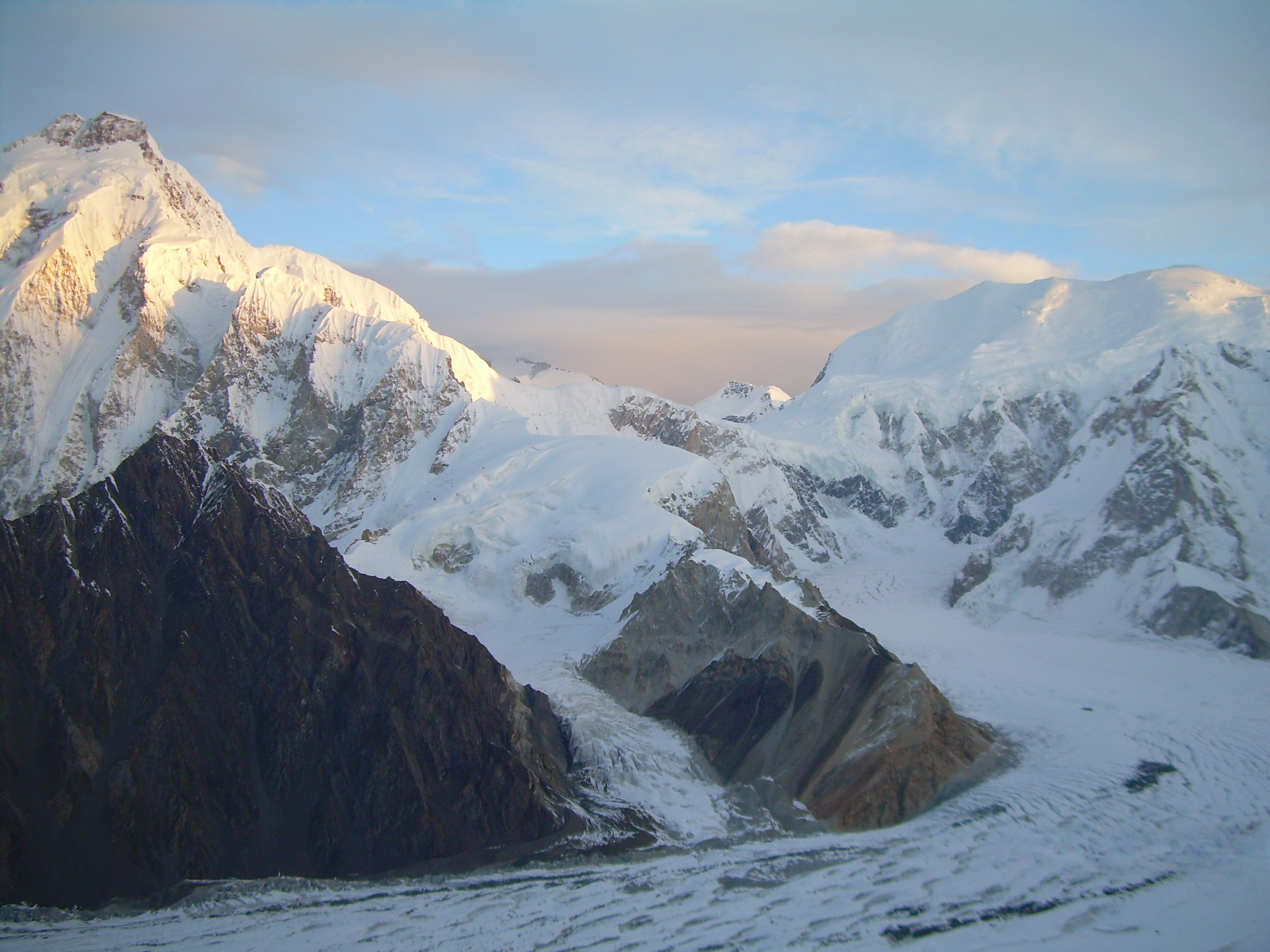
Baltoro Kangri V (links) von Süden über dem Kondus-Gletscher, daneben Conway-Sattel und Sia Kangri

Er liegt südlich der Gasherbrums und östlich der Chogolisa (7668 m) und gehört wie letztere zu den Masherbrum-Bergen. Der Obere Baltorogletscher entspringt an der Westflanke des Baltoro Kangri. Nördlich und östlich des Berges, zwischen dem Baltoro Kangri und den Gasherbrums, befindet sich der Abruzzi-Gletscher, der kurz darauf in den Oberen Baltorogletscher mündet. Der Baltoro Kangri ist über einen Bergrücken mit dem Sia Kangri im Osten – und damit mit der Karakorum-Hauptkette – verbunden, auf dem als niedrigster Punkt der Conway-Sattel (6044 m) liegt. Zwischen Baltoro Kangri und Chogolisa unterhalb der Südflanke befindet sich der 6180 m hohe Kondus-Sattel.
Vom Concordiaplatz aus gesehen überragt der Baltoro Kangri den Oberen Baltorogletscher, deshalb trug er früher den Namen Golden Throne, der auf William Martin Conway zurückgeht.

## Besteigungsgeschichte
Der Baltoro Kangri wurde im Jahr 1963 von einer japanischen Expedition erstbestiegen. Die Aufstiegsroute führte über den Conway-Sattel. Am 4. August erreichten Takeo Shibata und Masaru Kono sowie Sumio Shima und Keiko Fujimoto den Hauptgipfel.

## Nebengipfel
Der Baltoro Kangri besitzt neben dem Hauptgipfel, dem Baltoro III, noch vier weitere Gipfel (die Gipfel sind von Westen nach Osten aufsteigend nummeriert):
Baltoro Kangri I (7274 m ⊙),
Baltoro Kangri II (7270 m ⊙),
Baltoro Kangri IV (7265 m ⊙),
Baltoro Kangri V (7275 m ⊙).
Ein weiterer Nebengipfel ist der westlich gelegene 6501 m hohe Pioneer Peak (⊙).